# Theodor Friedrich Stein
Theodor Friedrich Stein (* um 1730 in Hamburg; † 1780 oder 1. August 1788 in Lübeck) war ein deutscher Porträtmaler.

## Leben
Stein lebte und arbeitete von 1750 bis 1770 in Hamburg und danach in Lübeck. Er fertigte Porträts des Holsteiner Adels und der Hamburger und Lübecker Bürger, vorzugsweise in Pastell. Zudem schuf er Miniaturen nach der Methode des Malers Karl Gustav Klingstedt (1657–1734).
Verschiedene seiner Porträts wurden von Christian Fritzsch, Christian Friedrich Fritzsch, Johann Christian Gottfried Fritzsch und Jacobus Houbraken sowie den jüngeren Bernigeroths in Kupferstiche umgesetzt und fanden so weite Verbreitung.
Zu seinem Tod werden unterschiedliche Angaben gemacht, so schrieb Georg Ludwig Eckhardt 1794, dass Stein zuletzt in Eutin gelebt habe, wo er 1780 gestorben sei. Dies ist auch bei Friedrich Campe so angegeben. In anderen Quellen heißt es hingegen, er habe sich in Lübeck niedergelassen und sei dort am 1. August 1788 an der Brustkrankheit verstorben.

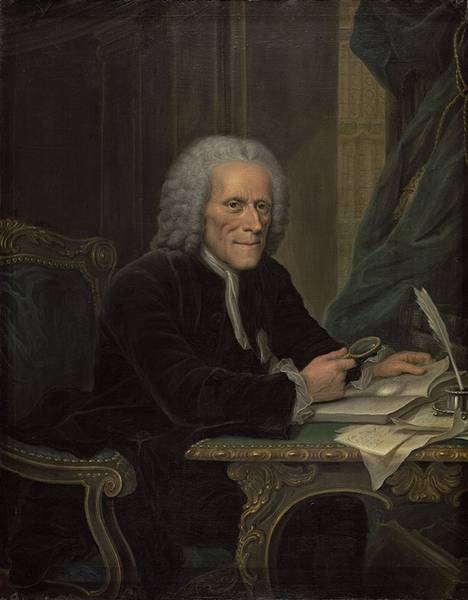
Johann Christian Wolf

## Werke
- Johann Christian Wolf, Staats- und Universitätsbibliothek Hamburg
- Der Kaufmann Pierre His
- Cellospieler, Hamburger Kunsthalle